# Alameda de Quebrada Vieja
La Alameda de Quebrada Vieja es una zona hídrica natural ubicada en la localidad de Chapinero, Bogotá, específicamente en la calle 71 entre la avenida Circunvalar y la carrera Segunda, en los cerros Orientales de la ciudad. 

## Características generales
En los costados norte y sur de la quebrada, se han adecuado una serie de corredores peatonales con iluminación y sillas que permite caminatas y observación de aves
Por iniciativa de los vecinos del barrio Las Acacias, en 1984 comenzó la recuperación de la quebrada, que estaba enrejada y contaminada. Durante su adecuación, el acueducto de Bogotá desconectó todos los vertederos de aguas negras que desembocaban en la quebrada de los edificios del sector. 
Además, las rejas fueron retiradas y reemplazadas por el actual camino que conecta la montaña con la quebrada. Es administrado por Aquavieja y forma parte de los cerros Orientales de Bogotá. Es zona de descanso y de avistamiento de aves.